# Ólafs ríma Haraldssonar

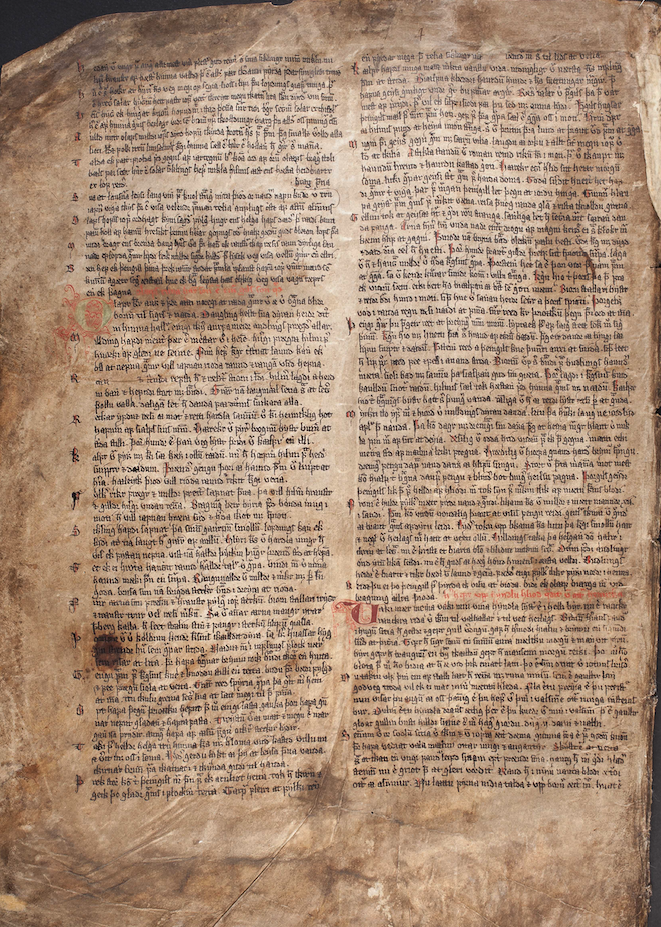
Ólafs ríma Haraldssonar a Flateyjarbók.

Ólafs ríma Haraldssonar és un rímur obra de l'escald Einarr Gilsson i escrita al segle xiv sobre la vida d'Óláfr Haraldsson, rei de Noruega.
El treball es conserva al Flateyjarbók, un compendi de la dècada de 1390, i probablement composta algunes dècades abans. La narrativa se centra a la vida del rei Óláfr segons Heimskringla, centrant-se especialment en la batalla de Stiklestad i els miracles esdevinguts després de la seva mort i que van desembocar en la seva canonització. L'obra literària és de dicció simple. La ríma es compon de 65 versos d'estil ferskeytt. No conté mansöngr.
Ólafs ríma és considerada com l'obra més antiga del seu estil.